# Прапор Приморського краю

Прапор Приморського краю

Прапор Приморського краю — символ Приморського краю. Прийнято 22 лютого 1995 року. Зареєстрований за №520 у Геральдичному регістрі РФ. 

## Опис
Прапор Приморського краю являє собою прямокутне полотнище, що складається із двох трикутників: верхнього, розташовуваного в ратища, червоного кольору й нижнього — блакитного (лазурового) кольору, розділене по діагоналі білою смугою. У верхньому куті y ратища золоте зображення уссурійського тигра, що йде. Відношення ширини прапора до його довжини — 2:3. Кольори прапора прийняті такими ж, як у прапора Російської Федерації (символізує єдність держави й краю). 